# Pristimantis riveroi
Pristimantis riveroi là một loài động vật lưỡng cư trong họ Strabomantidae, thuộc bộ Anura. Loài này được Lynch & La Marca miêu tả khoa học đầu tiên năm 1993.